# Greentown (Indiana)
Greentown es un pueblo ubicado en el condado de Howard en el estado estadounidense de Indiana. En el Censo de 2010 tenía una población de 2415 habitantes y una densidad poblacional de 682,6 personas por km².

## Geografía
Greentown se encuentra ubicado en las coordenadas 40°28′35″N 85°57′45″O / 40.47639, -85.96250. Según la Oficina del Censo de los Estados Unidos, Greentown tiene una superficie total de 3.54 km², de la cual 3.54 km² corresponden a tierra firme y (0%) 0 km² es agua.

## Demografía
Según el censo de 2010, había 2415 personas residiendo en Greentown. La densidad de población era de 682,6 hab./km². De los 2415 habitantes, Greentown estaba compuesto por el 97.14% blancos, el 0.58% eran afroamericanos, el 0.21% eran amerindios, el 0.95% eran asiáticos, el 0% eran isleños del Pacífico, el 0.41% eran de otras razas y el 0.7% pertenecían a dos o más razas. Del total de la población el 1.49% eran hispanos o latinos de cualquier raza.